# Reg Pickett
Pour les articles homonymes, voir Pickett.
Reginald Arthur Pickett dit Reg Pickett (né le 6 janvier 1927 en Inde et mort le 4 novembre 2012 à Rowland's Castle) est un footballeur anglais. 